# Ponik (Sainte-Croix)
Pour les articles homonymes, voir Ponik (homonymie).
Ponik est une localité polonaise de la gmina et du powiat de Staszów en voïvodie de Sainte-Croix.